# 전단 (제나라)

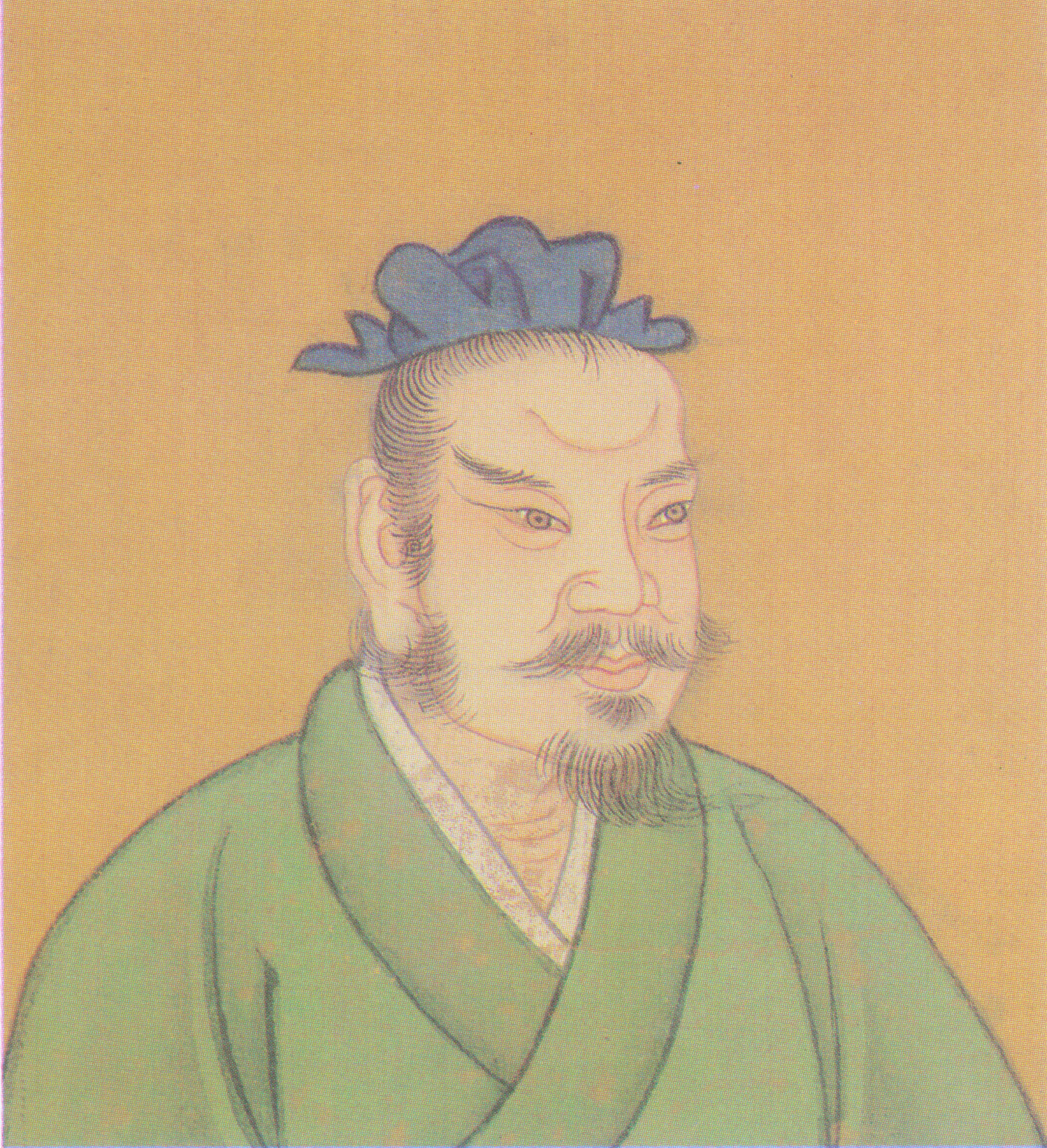
전단

전단(田單, ? ~ ?)은 중국 전국 시대 제나라(齊)의 장군이다.
본래에는 시장을 관리하는 관직을 지냈으나 연나라(燕)의 명장 악의의 침공으로부터 제나라가 멸망의 위기에 처했을때에 나라를 구해낸 일로 유명하다. 그 공로로 인하여 안평군(安平君)의 칭호를 받았다. 훗날에는 조나라(趙)에서도 장군이자 재상으로 활동하였으나 그 이후의 행적은 알 수 없다. 그가 연나라의 대군을 물리칠 때에 사용했던 전술에서 "화우지계(火牛之計)"라는 고사성어가 유래하였다.

## 생애

### 초기 일생
전단은 본래 제나라의 왕족인 전씨(田氏)의 먼 친속으로, 제나라의 수도인 임치(臨菑)에서 시장을 관리하는 직책인 시연(市掾)이라는 벼슬을 지냈다. 그러나 당시까지만 하더라도 그의 이름은 잘 알려져 않았다.

### 즉묵에서
기원전 284년에 이르러 당시 제나라의 왕이었던 제 민왕은 강력한 국력을 믿고 교만해졌다가 합종군을 거느린 연나라의 명장 악의에게 크게 패하였다. 악의가 지휘하는 연나라 군대는 달아나는 제나라 군대를 추격하여 제나라의 도읍인 임치에 도달하였고, 제 민왕은 거(莒)로 달아났다. 이에 전단 또한 안평(安平)으로 피난을 떠났는데, 그곳에서 전단은 가족들에게 수레바퀴 축의 양끝을 잘라내고 이곳에 쇠를 씌우도록 하였다. 이후 연나라 군대가 안평을 공격하여 함락시키자 그곳에 있던 제나라 사람들이 모두 달아났으나 급하게 수레를 몰다가 바퀴가 부러지는 바람에 많은 이들이 포로로 잡히고 말았다. 그러나 전단과 그 가족들은 미리 수레바퀴를 쇠로 보강한 탓에 무사히 동쪽의 즉묵(卽墨)으로 탈출하여 그곳을 지켰다.
이후 연나라의 상장군 악의는 5년에 걸쳐 제나라를 공격하여 70여 성을 빼앗았고, 제나라에 남은 성은 거(莒)와 즉묵(卽墨) 뿐이었다. 본래 거에는 악의에게 패하고 달아난 제 민왕이 머무르고 있었으나 초나라에서 구원병을 거느리고 온 장군 요치(淖齒)에게 살해당했고 이후 그 아들인 제 양왕이 뒤를 이어 거를 지켰다. 한편 즉묵의 대부(大夫)가 연나라 군대와 싸우다 전사하자, 즉묵 사람들이 안평에서 지혜를 발휘했던 전단을 장군으로 추대하였다.

### 반간지계
기원전 279년, 연나라에서는 악의를 중용하여 상장군으로 삼았던 연 소왕이 죽고 그 태자였던 연 혜왕이 즉위하였다. 전단은 연 혜왕과 악의가 서로 사이가 좋지 않다는 사실을 알고는 첩자를 풀어서 "악의는 제나라의 왕이 되고자 하는 야심을 품고 있으며 때문에 아직도 거와 즉묵을 함락시키지 않고 있으니, 제나라 사람들은 연나라에서 다른 장수가 파견되어 제나라를 무너뜨릴 것을 무엇보다 두려워하고 있다."는 소문을 퍼뜨렸다. 이에 속아넘어간 연 혜왕은 악의를 불러들이고 대신 기겁(騎劫)을 제나라 전선으로 보내고 말았다. 이 일로 인하여 악의는 결국 조나라로 망명하였고, 연나라 군대는 이와 같은 연 혜왕의 조치에 큰 불만을 품었다.

### 화우지계
연나라 군대의 사령관이 악의에서 기겁으로 교체되자, 전단은 스스로 신령의 계시를 받았다고 주장하였다. 그리고는 한 병사를 신인(神人)으로 위장시켜 그를 스승으로 삼고 자신은 그의 말을 듣는다고 주장하며 병사들의 사기를 끌어올렸다. 또한 전단은 일부러 기겁이 제나라 포로들의 코를 자르고 그 선조들의 무덤을 파헤쳐서 시신을 불태운다면 제나라 군사들의 사기가 꺾일까 두렵다는 말을 하였는데, 그 소문을 들은 기겁이 이를 그대로 행하였다. 그러나 제나라 군사들이 성 위에서 이 광경을 바라보며 분통을 터뜨리며 오히려 전의를 다졌다.
전단은 제나라 군사들의 사기가 높아져서 연나라 군대와 싸울 수 있게 되었음을 알고는 몸소 삽을 들고 병사들과 함께 일하였으며, 여인들을 동원하여 병사들과 같은 대오에 편입시켜 음식을 골고루 나누어 먹이는 등의 조치로 군사들을 격려했다. 또한 동시에 성벽 위에는 장병들을 보내지 않고 노약자와 아녀자들을 올려보냈으며, 사신을 보내 연나라에 거짓으로 항복을 청하며 연나라 군사들을 방심시켰다. 그리고 마지막으로 백성들로부터 1천 일(溢)의 돈을 거두어 들이고는 즉묵의 부자들을 시켜 기겁에게 가서 돈을 바치며 "즉묵이 항복하면 우리 가족들은 포로로 잡지 말고 보호해주십시오."라며 부탁하게 하였다. 이 일로 인하여 기겁과 연나라 군사들은 방심하여 군기가 크게 해이해졌다.
이후 전단은 성 안의 소 1천여 마리를 모아서 다섯 용의 무늬가 그려진 붉은 비단을 입히고 그 뿔에 칼날을 부착하였으며 꼬리에는 기름을 먹인 갈대를 메달았다. 그리고는 한밤중에 성에 몰래 뚫어놓은 구멍으로 소를 내보내되 그 꼬리에 불을 붙이도록 하였으며 5천 명의 군사들로 그 뒤를 따르도록 하였다. 꼬리에 붙이 붙은 소들은 연나라 군대의 진영을 향해 내달렸는데, 밤중에 용이 그려진 비단무늬를 찬 소들에게 기습을 당한 연나라 군대는 크게 당황하였다. 이때에 제나라 군사들이 그 뒤를 따르고 성안에서는 군사들의 북소리와 함성소리가 울려펴지니 연나라 군대는 크게 패하였으며 그 장군인 기겁은 전사하였다.
한번의 싸움으로 연나라 군대를 궤멸시킨 전단은 곧 연나라에게 빼앗긴 제나라의 70여 성을 되찾았으며 거(莒)에 머물던 제 양왕을 수도인 임치로 모셔와서 나라를 다스리게 하였다. 이에 제 양왕은 전단을 안평군(安平君)으로 삼았다. 이후 정확한 시기는 알 수 없으나 전단은 제나라의 상국(相國)이 되었다. 당시 전단이 즉묵에서 꼬리에 불을 붙인 소떼로 기겁을 격파한 일로 인하여 "화우지계(火牛之計)"라는 고사성어가 생겨났다.

### 적인정벌
연나라 군대를 격파하고 제나라를 구원한 직후에 전단은 적인(狄人, 오랑캐)을 정벌하고자 하였다. 이때 전단이 제나라의 현자인 노중련(魯仲連)을 찾아가 조언을 청하자, 노중련은 전단이 오랑캐를 공격해도 이기지 못할 것이라 답했다. 이에 기분이 나빠진 전단은 노중련에게 인사도 없이 수레에 올라 돌아가서 오랑캐를 공격하였으나 3개월이 지나도록 이기지 못하였다. 이에 전단이 다시 노중련을 찾아가 자신이 이기지 못하는 이유를 묻자, 노중련은 이전에는 전단이 몸소 삽을 들고 병사들과 함께 하였으므로 장군과 사졸들이 함께 죽을 각오로 싸움에 임하였으나 지금은 전단이 부귀해져서 병사들과 함께 죽을 각오를 하지 못하니 싸움에서 이길 수 없다고 답했다. 그 조언을 새겨들은 전단은 이튿날에 앞장서서 적의 성곽을 순시하며 화살과 돌을 무릅쓰고 북을 울리며 군사들을 격려하여 마침내 적인들의 성을 함락시킬 수 있었다.

### 요성함락
이후 전단은 과거 연나라에게 빼앗겼던 제나라의 땅인 요성(聊城)을 공격하였으나 1년이 넘도록 함락시키지 못하였다. 당시 요성을 지키던 연나라의 장수는 모함을 당하여 고국으로 돌아가지 못하고 결사항전을 하고 있었다. 이와 같은 사정을 알게 된 노중련은 연나라의 장수에게 편지를 보내서 어차피 요성이 고립된 상황이라 오래 버티지 못할 것이니, 연나라로 돌아가거나 제나라에 항복하는 길 중 하나를 택하도록 설득하였다. 연나라의 장수는 결정을 내리지 못하고 번민하다가 자살하였고, 이로 인해 요성이 혼란에 빠지자 전단이 그 틈을 타서 이를 함락시켰다. 전단은 돌아와서 노중련을 관직에 앉히고자 하였으나, 노중련은 이를 거절하고 도망쳐 은둔하고 말았다.

### 제 양왕과의 갈등
전단이 안평군에 봉해진 후, 초발(貂勃)이라는 사람이 항상 전단을 가리켜 "안평군은 소인(小人)이다."라며 비방하고 다녔다. 이에 전단이 주연을 열고 초발을 초대하여 그 까닭을 묻자, 초발은 언젠가 제 양왕의 총애를 얻으려는 자들이 전단을 공격할 것이라는 경고를 던졌다. 전단은 초발의 말을 마음 속에 깊이 세겨둘 것을 다짐하였으며 다음날에 제 양왕에게 초발을 천거하여 관직을 주었다.
이후 제 양왕의 신임을 받던 9명의 총신들이 과거 연나라가 침공했을 때 제나라를 지원해준 초나라에 감사를 표해야 한다며 일부러 전단의 일파인 초발을 사신으로 보내도록 하였다. 초나라에서 제나라의 사신들을 융숭해 대접했기 때문에 초발은 며칠이 지나도록 제나라로 돌아오지 못하였다. 그러자 전단을 비방할 기회를 노리던 제 양왕의 총신들이 초발이 초나라에 사신으로 가서 감히 오랫동안 돌아오지 않는 것은 그가 전단의 세력을 믿고 있기 때문이며, 전단 또한 두 마음을 품고 역모를 꾀하고 있다며 참소하였다. 이에 제 양왕이 "상국 단(單, 전단)을 불러오라."라 하자, 전단은 관모를 벗고 맨발에 웃통을 벗은 채 사죄하는 차림새로 제 양왕을 찾아가 용서를 빌었다. 이 모습을 본 제 양왕은 5일 만에 전단에게는 아무런 죄가 없다며 풀어주었다.
얼마 후에 초나라에 사신으로 갔던 초발이 돌아오자 제 양왕이 그에게 주연을 베풀었다. 술에 취한 제 양왕이 다시 "상국 단(單, 전단)을 불러오라."라 말하자, 초발은 그 즉시 자리를 떠나 고개를 조아리며 "대왕께선 어찌하여 나라를 망칠 말씀을 하십니까?"라 힐난하였다. 뒤이어서 초발은 제 양왕에게 스스로가 과연 옛날의 주 문왕이나 제 환공과 같은 옛 명군들보다 뛰어난 임금인지 물었고, 제 양왕은 자신이 그들보다 못하다고 시인하였다. 그러자 초발은 주 문왕과 제 환공도 강상이나 관중과 같은 공신들을 우대하였는데, 지금 제 양왕은 누구보다 큰 공을 세운 전단의 이름을 함부로 외치며 모욕을 주려 하니 이는 나라를 위태롭게 할 언행이라 꾸짖었다.
제 양왕은 초발의 말을 듣고는 전단을 참소했던 9명의 총신들을 모두 죽이고 그 집안 또한 추방하였으며 안평군 전단에게는 봉읍 1만 호를 더하였다.

### 조사와의 논쟁
기원전 269년, 전단은 조나라의 명장인 조사와 더불어 병법에 대하여 논하였다. 이때에 전단은 "내가 장군의 병법을 좋아하지 않는 것은 아니나, 따를 수 없는 점이 있다면, 유독 장군 만큼은 군사의 수가 많아야 한다고 주장하는 것이오."라 말하였다. 또한 조사가 싸울때마다 10~20만이나 되는 많은 군사를 동원하는 것에 반대하면서 전쟁에는 옛 제왕들이 그러했듯이 3만 정도의 군사만 있다면 충분하다고 주장하였다.
그러자 조사는 이에 대해 "무릇 오나라(吳)의 간지검(干之劍, 간장검)을 보시오. 이 칼로 고기를 자르면 우마(牛馬, 소와 말)도 절단할 수 있고, 쇠에 시험해 보면 반이(盤匜, 구리 그릇)같은 것도 자를 수 있소. 그러나 기둥에다 이를 때려 보면 세 동강이가 나고, 돌에 때려 보면 수백 개의 조각이 되고 마오. 지금 3만 병력으로 강한 나라의 군대에 응한다면 그 칼로 기둥이나 돌을 때리는 것과 같소."라 말하면서, 사해(四海)가 만국(萬國)으로 나뉘어 있었던 옛날과 7나라로 나뉜 현재의 사정을 똑같이 볼 수 없다고 반박하였다. 그 말을 들은 전단은 크게 탄식하며 그 말에 수긍하였다.

### 조나라에서
기원전 265년, 전단은 조나라의 군사를 거느리고 연나라를 공격하여 중양(中陽)을 빼앗았다. 당시에 조나라의 재상인 평원군(平原君)은 제나라에 안평군 전단을 장수로 보내주는 조건으로 제수(濟水) 동쪽의 3개 성과 57개 읍을 내주었다. 조사가 뒤늦게 이를 알게되자 평원군을 찾아가 따지며 차라리 자신을 보냈어야 했다고 크게 화를 냈다. 조사는 만일 안평군이 어리석다면 연나라를 당해내지 못할 것이며, 안평군이 지혜롭더라도 굳이 조나라를 위해 전력으로 연나라와 싸우지는 않을 것이라 주장하였다. 과연 조사의 예측대로, 그해 여름에 전단은 겨우 세 개의 작은 성만을 함락시켰을 뿐이었다.
이듬해인 기원전 264년에 전단은 조 효성왕에 의하여 조나라의 재상에 임명되었다. 이후 전단의 행적은 기록에 남아있지 않다.